# Playtest
Ein Playtest bezeichnet im Game-Design den Prozess, ein noch unfertiges Computerspiel von unabhängigen Spieletestern prüfen zu lassen und ausgehend von deren Rückmeldung weiterzuarbeiten. Der Prozess wird dann beliebig oft wiederholt, sodass man die Probleme der Computerspiele-Entwicklung schrittweise löst, indem man auf die Zielgruppe zugeht und kritisch mit seinem eigenen Werk umgeht. Es wird bewusst mit Prototypen gearbeitet, die noch keine finale Qualität besitzen, da das Gameplay so früh wie möglich auf Schwachpunkte geprüft werden sollte.